# Улијари
Улијари (оултари, оулгарци) су у средњем веку били категорија зависног становништва задужена за гајење пчела и прикупљање пчелињих производа на феудалним властелинствима. 
Владари, манастири, цркве, властела имали су своје улијанике (пчелињаке) о којима су се, ослобођени других работа и намета, старали улијари. Приликом оснивања или даривања манастира владари и властела често прилажу своје улијанике са улијарима. Глад за пчелињим производима, нарочито воском у цркви и извозној тргови-ни, незадовољена пчелињим десетком, условило је стално ширење категорије улијара. Према сачуваним подацима, манастир Хиландар заједно са пиргом имао је преко 15 улијаника на разним локацијама. О површини и броју кошница појединих улијаника могу се посредним путем изводити закључци. 
Сасвим ретко срећу се чисто улијарске насеобине, обично су у питању улијаници у оквиру земљорадничких насеља или су, једноставно, смештени ван села, на издвојеним манастирским поседима погодним за узгој пчела. У појединим случајевима убележене су им међе. На површини одређеној за улије црковне налазио се или један улијаник о којем се старало више људи, или више мањих улијаника, сваки поверен по једном улијару. У зависности од величине улијаника број улијара се кретао од 1 до 4. У раду са примитивним кошницама са непокретним саћем један пчелар могао је без напрезања да опслужује и преко стотину кошница. 
Улијаници са четири или више улијара, као хиландарски улијаник Захак на Бистрици, су бројали више стотина, па и хиљаду кошница. Осим најопштије сроченог задужења зависних пчелара да пасу улије, других података о технологији рада и начину предавања производа готово да нема. Улијари су били дужни, то се у неколико повеља изричито наглашава, ако пропадне пчелињак да га од себе постављају. 
Добијање меда и воска неодвојиво је везано за сам пчелињак и мора се обављати одмах по вађењу саћа из кошница. Улијари су, могуће је, управи манастирској предавали претопљени восак (пречишћен или непречишћен) и мед. Седморица подложника Арханђеловог манастира, за које повеља вели: а се људи који дају восак, вероватно су улијари, обележени по главном и цркви најпотребнијем производу гајења пчела. Позив улијара оставио је осетног трага у ономастици. У средњовековним актима помињу се села: Улијари код Приштине, више Скадра, код Крупишта (Улијарије кон Крупишти с улијаником), две Улијаревине, на Љубовићевој луци и на Бистрици, село Уларе. Занимање је могло представљати придевак уз име или чак постати основа за презиме (Црагија Улијар). У једном познијем запису среће се женско име Улијана. 